# Rožnov pod Radhoštěm (stacja kolejowa)
Rožnov pod Radhoštěm – stacja kolejowa w Rožnovie pod Radhoštěm, w kraju zlińskim, w Czechach. Jest stacją końcową linii z Uherské Hradiště. Znajduje się na wysokości 375 m n.p.m.
Na stacji istnieje możliwość zakupu biletów na wszystkiego rodzaju pociągi oraz rezerwacji miejsc. 

## Linie kolejowe
- 281 Valašské Meziříčí - Rožnov pod Radhoštěm